# Девятая планета
Девятая планета — гипотетическая планета во внешней области Солнечной системы, гравитационное притяжение которой может объяснить среднюю аномалию в распределении орбит обособленных транснептуновых объектов (ТНО), обнаруженных в основном за пределами пояса Койпера в рассеянном диске. Неоткрытая планета размером с мининептун должна иметь массу 5—10 M⊕, диаметр в два—четыре раза больше земного и вытянутую орбиту с периодом обращения приблизительно 15 тысяч земных лет. На сегодняшний день поиски Девятой планеты не увенчались успехом.
Предположение, что кластеризация орбит самых отдалённых объектов была обусловлена влиянием планеты за пределами орбиты Нептуна, возникло в 2014 году, когда астрономы Чедвик Трухильо и Скотт Шеппард отметили сходство в орбитах Седны, 2012 VP113 и нескольких других объектов.
В начале 2016 года Константин Батыгин и Майкл Браун описали, как похожие орбиты шести ТНО могут быть объяснены Девятой планетой, и предложили возможные параметры её орбиты; эта гипотеза также может объяснить существование ТНО с орбитами, перпендикулярными плоскости вращения внутренних планет и других с экстремальным наклоном, а также наклон оси вращения Солнца.
Они предполагают, что Девятая планета является ядром зарождающегося газового гиганта, который был выброшен со своей первоначальной орбиты Юпитером во время формирования Солнечной системы. Также Константином Батыгиным и Майклом Брауном предполагается, что планета могла быть захвачена от другой звезды, являться захваченной планетой-сиротой или что она сформировалась на отдалённой орбите, которую вытянула проходящая близко звезда, хотя в дальнейшем внесолнечная гипотеза происхождения планеты была отвергнута.
В августе 2023 года вышла статья японских учёных, которые исследовали влияние гипотетической планеты в поясе Койпера на орбиты транснептуновых объектов. По их выводам на астероиды влияет планета с массой порядка 1,5 — 3 Земли, вращающаяся вокруг Солнца на удалённой орбите с большой полуосью порядка 250—500 а. е., перигелием порядка 200 а. е. и наклоном оси примерно в 30 градусов.

## История гипотезы

### Ранние предположения (2014)
В 2014 году астрономы Чедвик Трухильо и Скотт Шеппард обнаружили, что некоторые далёкие объекты пояса Койпера имеют аргумент перигелия, близкий к нулю. Это значит, что они пересекают плоскость эклиптики с юга на север примерно во время прохождения перигелия. Трухильо и Шеппард заметили, что такое совпадение может быть результатом одного из вариантов эффекта Лидова — Козаи, если предположить, что в облаке Оорта существует массивная планета. Однако резонанс Лидова — Козаи не объяснял, почему все объекты из рассмотренной группы пересекают плоскость эклиптики в перигелии в одном и том же направлении (с юга на север).
В том же году испанские астрономы из Мадридского университета подтвердили, что такое совпадение маловероятно и не может быть объяснено наблюдательной селекцией. Они предположили наличие суперземли массой 10 M🜨 на расстоянии примерно 250 а.е. и более удалённой планеты с массой в диапазоне от массы Марса до массы Урана. Позже они предположили существование за пределами орбиты Плутона двух крупных суперземель, проведя компьютерное моделирование динамики 7 транснептуновых объектов ((90377) Седна, (148209) 2000 CR105, 2004 VN112, 2007 TG422, 2010 GB174, 2012 VP113, 2013 RF98) с использованием метода Монте-Карло.

### Батыгин и Браун (2016)
Константин Батыгин и Майкл Браун, пытаясь опровергнуть эти гипотезы, напротив, заметили, что у всех шести известных на 2015 год обособленных транснептуновых объектов (Седны, 2012 VP113, 2007 TG422, 2004 VN112, 2013 RF98 и 2010 GB174), большая полуось которых больше 250 а. е., не только практически совпадает аргумент перигелия, но и их орбиты ориентированы в пространстве приблизительно одинаково. То есть у них маленький разброс в долготе восходящего узла и наклонении орбиты. Путём моделирования было показано, что вероятность такого совпадения равна 0,007 %, даже с учётом наблюдательной селекции. Такое совпадение особенно странно из-за того, что перигелии небесных тел смещаются со временем с разной скоростью. По выражению Майкла Брауна, это соответствует тому, что если бы вы взглянули в случайный момент на часы с шестью стрелками, движущимися с разными скоростями, и оказалось, что они совпали. Эти наблюдения позволили Майклу Брауну оценить вероятность реального существования планеты в 90 %.

Используя аналитическую теорию возмущений и компьютерное моделирование, Батыгин и Браун показали, что подобное выравнивание орбит может быть объяснено наличием одной массивной планеты массой порядка 10 M🜨, с большой полуосью порядка 400—1500 а. е. и эксцентриситетом порядка 0,5—0,8. Кроме того, эта модель планеты-пастуха позволила объяснить другие особенности орбит объектов пояса Койпера. Например, почему Седна и 2012 VP113, которые никогда не подходят близко к Нептуну, имеют такой большой эксцентриситет. Более того, эта модель предсказывает, что существуют объекты в поясе Койпера с орбитами, перпендикулярными плоскости эклиптики. За последние годы было найдено несколько таких объектов: 2013 BL76, 2012 DR30, 2010 BK118, 2010 NV1, 2009 MS9, 2008 KV42. Гипотеза о существовании Девятой планеты удовлетворяет критерию Поппера, то есть приводит к предсказаниям, которые могут быть проверены вне зависимости от непосредственного наблюдения данной планеты.

## Гипотезы об истории образования

### В Солнечной системе
Формирование Девятой планеты зависело от её строения. Если она похожа на газовую планету, то, по самой реалистичной на данный момент теории, это означает, что она наращивала газовую оболочку на твёрдом скалистом ядре. В другом случае, если эта планета — суперземля, то она, как и другие планеты земной группы, слипалась из мелких осколков, астероидов и планетезималей, постепенно обретая массу.
Но есть одна проблема: по словам Брауна и Батыгина, Солнечная туманность должна быть «слишком исключительной, чтобы могла сформироваться планета на такой далёкой и эксцентричной орбите», и они полагают, что она сформировалась ближе к Солнцу, а затем была выкинута Юпитером или Сатурном во время небулярной эпохи во внешние края Солнечной системы, по механизму, напоминающему выталкивание пятой планеты-гиганта в последних вариантах модели Ниццы. По текущим оценкам Батыгина, это могло произойти в период между тремя и десятью миллионами лет после формирования Солнечной системы и не повлияло на позднюю тяжёлую бомбардировку, для которой, как считает Батыгин, потребуется другое объяснение.
Она может быть прямым подтверждением моделирования истории передвижения орбит планет в Солнечной системе, в том числе нерешённой проблемы миграции Юпитера, который, согласно результатам моделирования, должен был выйти на устойчивую орбиту гораздо ближе к Солнцу. Согласно компьютерному моделированию Дэвида Несворны из Юго-Западного исследовательского института в Боулдере (США) и Алессандро Морбиделли из Обсерватории Лазурного берега (Франция), при добавлении пятого газового гиганта шанс образования сегодняшнего вида Солнечной системы увеличивается больше чем в 20 раз по сравнению с ситуацией без него и с большим количеством планетезималей.
Согласно этой теории, Юпитер должен был постепенно перемещаться вовнутрь Солнечной системы — вернуться на современную орбиту он мог только скачком, вытолкнув с орбиты у Солнца достаточно массивный объект. Но так как Уран и Нептун всё же находятся на круговых и устойчивых орбитах, они не могли послужить толчком для Юпитера. Следовательно, он должен был выбросить неизвестную ранее планету, которой, судя по вытянутости орбиты, может быть Девятая планета. Однако по модели Несворны пятая планета-гигант была выброшена из Солнечной системы навсегда.
Если Юпитер выкинул Девятую планету на вытянутую орбиту на достаточно ранних стадиях миграции планет, можно узнать дополнительные факты об истории Солнечной системы. В частности, в начале марта 2016 года группа учёных из Гарвард-Смитсоновского центра астрофизики и университета Мичигана на основе моделирования методом Монте-Карло предположила, что за 4,5 миллиарда лет существования и развития Солнечной системы была 10—15-процентная вероятность вылета Девятой планеты за пределы Солнечной системы при условии близкого прохождения другой звезды. Это значит, что за всю историю планетарной системы она сама не приближалась достаточно близко к массивным объектам.

### В качестве экзопланеты
Александр Мастилл вместе с астрономами из Лунда и Бордо компьютерным моделированием показали, что Девятая планета могла сформироваться в другой звёздной системе, а при её прохождении возле Солнечной поменять свою родительскую звезду на Солнце. Исследование было опубликовано в Monthly Notices of the Royal Astronomical Society Letters.

Александр Мастилл, астроном из Университета Лунда:

Ирония в том, что астрономы обычно находят экзопланеты в сотнях световых годах от нас в других солнечных системах, и вот одна из них может прятаться у нас на заднем дворе.
Данное предположение может оказаться верным, если Девятая планета была захвачена Солнцем в ранние моменты формирования Солнечной системы, когда звёзды ещё не успели отдалиться друг от друга после своего образования в туманности. В то время у проходящей достаточно близко звезды могло не хватить гравитации для удержания планеты на своей орбите, и она перешла на более эксцентриситетичную орбиту молодому Солнцу:

Девятую планету могли вытолкнуть другие планеты, и когда она оказалась на орбите, которая была слишком вытянутой по отношению к звезде, наше солнце воспользовалось возможностью украсть и захватить девятую планету у другой звезды. Когда позже Солнце вышло из звёздного скопления, в котором родилось, Девятая планета уже осталась на орбите нашей звезды.
Однако для такого сценария требуется выполнение нескольких условий, которые были использованы в компьютерном моделировании:
- звёзды в кластере движутся с низкими скоростями (около 1 км/сек);
- Солнце должно проходить рядом с родительской звездой Девятой планеты около 150 а. е., чтобы избежать возмущений пояса Койпера;
- чтобы гравитация Солнца смогла преодолеть силу притяжения родительской звезды, Девятая планета должна находиться на орбите с радиусом примерно в 100 а. е.;
- после захвата Солнцем экзопланеты удаётся примерно воспроизвести текущую динамическую конфигурацию Солнечной системы.

### В качестве первичной чёрной дыры
В 2019 году астрономы Якуб Шольц (англ. Jakub Scholtz) из Даремского университета и Джеймс Анвин (англ. James Unwin) из Иллинойсского университета в Чикаго выдвинули теорию, благодаря которой объясняются траектории небесных тел и явления микролинзирования в направлении балджа Млечного Пути. Согласно их выкладкам, оба эффекта могла бы оказывать небольшая чёрная дыра с массой в пять земных и радиусом 4,5 сантиметра, сформировавшаяся в ранней Вселенной и захваченная гравитацией Солнца.

## Параметры
| Публикация                   | 20.01.2016      | 07.03.2016                                                         | 02.06.2016                       | 23.12.2016 |
| Перигелий (в а. е.)          | ~ 280           |                                                                    |                                  |            |
| Афелий (в а. е.)             | ~ 1120          |                                                                    |                                  | ~ 948      |
| Большая полуось (в а. е.)    | ~ 700           |                                                                    | ~ 665                            | ~ 654      |
| Эксцентриситет (e)           | ~ 0,6           |                                                                    |                                  | ~ 0,45     |
| Период обращения (в годах)   | ~ 15 000        |                                                                    | ~ 17 117                         | ~ 16 725   |
| Средняя аномалия (M)         | ~ 180°          |                                                                    |                                  | ~ 180°     |
| Наклонение (i)               | ~ 30°           |                                                                    | 18° при Ω = 101° 48° при Ω = −5° | ~ 30°      |
| Долгота восходящего угла (Ω) | ~ 102°          |                                                                    | 101° при i = 18° -5° при i = 48° | ~ 50°      |
| Аргумент перицентра (ω)      | ~ 150°          |                                                                    |                                  | ~ 150°     |
| Средний радиус (в км)        | 13 000 — 26 000 | 18 600 при 5 M🜨 23 300 при 10 M🜨 29 400 при 20 M🜨 40 300 при 50 M🜨 |                                  |            |
| Средний радиус (в R⊕)        | 2,04 — 4,08     | 2,92 при 5 M🜨 3,66 при 10 M🜨 4,62 при 20 M🜨 6,32 при 50 M🜨         |                                  |            |
| Масса (в M🜨)                 | ~ 10            |                                                                    | ~ 10                             | 6 — 12     |
| Альбедо                      | ~ 0,4           |                                                                    |                                  |            |
| Видимая звёздная величина    | >22 — >25       | >24,3 при 5 M🜨 >23,7 при 10 M🜨 >23,3 при 20 M🜨 >22,6 при 50 M🜨     |                                  |            |
| Абсолютная звёздная величина |                 | 14,6 при 5 M🜨 11,7 при 10 M🜨 9,2 при 20 M🜨 5,8 при 50 M🜨           |                                  |            |
| Температура (в °C)           |                 | -226                                                               |                                  |            |

### Орбита

#### Расчёты Брауна и Батыгина
Предполагается, что планета удалена от Солнца примерно в 20 раз дальше, чем Нептун (30 а. е.), то есть в среднем на 600 а.е., и делает оборот вокруг Солнца за 10 000—20 000 лет. Однако из-за большого эксцентриситета эллиптической орбиты она может удаляться и подходить к Солнцу на расстояния от 1200 а. е. до 200 а. е. Её орбита предположительно наклонена к эклиптике на 30°. Впрочем, надо иметь в виду, что приведённые выше параметры — это те, которые использовались в ходе моделирования положения далёких объектов в поясе Койпера. Они показывают только примерный порядок возможных истинных параметров орбиты Девятой планеты.

#### Уточнение резонансами

##### Первое исследование
Учёные Аризонского университета, включая профессора Рену Малхотра, доктора Катрин Волк и Ван Сяньюй, в своей статье на arXiv.org предположили, что если Девятая планета действительно пересекалась с определёнными высокоэксцентричными объектами пояса Койпера, то высоки шансы на то, что она находится в орбитальном резонансе с этими объектами.
В электронном письме сайту Universe Today Рену Малхотра, Катрин Волк и Ван Сяньюй написали:

Объекты пояса Койпера, которые мы исследовали в нашей работе, отличаются от других, поскольку обладают очень далёкими и очень вытянутыми орбитами, но их ближайший подход к Солнцу недостаточно близок, чтобы на них ощутимо повлиял Нептун. Таким образом, у нас есть шесть этих объектов, орбиты которых незначительно подвержены влиянию известных планет нашей Солнечной системы. Но если бы в нескольких сотнях а.е. от Солнца была другая, пока не обнаруженная планета, она бы влияла на шесть этих объектов.<…> Необычные объекты пояса Койпера недостаточно массивны, чтобы быть в резонансе между собой, но тот факт, что их орбитальные периоды попадают в область простых соотношений, может означать, что они в резонансе с массивным невидимым объектом.
Проанализировав характеристики орбит обособленных транснептуновых объектов, чьи орбиты имели большую полуось более 150 а. е., учёные пришли к выводу, что эти объекты могут иметь резонанс с Девятой планетой.
Согласно данным, полученным при вычислениях, был уточнён период обращения Девятой планеты вокруг Солнца, который равен 17 117 земных лет, а также большая полуось орбиты, которая теперь равна 665 а.е. Эти данные согласуются с оценкой Брауна и Батыгина, то есть для периода вращения вокруг Солнца лежат в диапазоне от 10 000 до 20 000, а для большой полуоси примерно равняется 700 а.е. Также эти данные позволяют предположить, что Девятая планета имеет наклон орбиты относительно эклиптики либо 18° при долготе восходящего узла в 101° (как среднее наклонение исследуемых объектов), либо 48° при долготе восходящего узла в −5°.
Однако, по словам учёных, нельзя с полной уверенностью сказать об обнаружении резонансов:

Неопределённостей довольно много. Орбиты этих крайних объектов пояса Койпера не очень хорошо известны, поскольку движутся в небе очень медленно, и мы наблюдаем лишь малую часть их орбитального движения. Так что их орбитальные периоды могут отличаться от текущих оценок, и некоторые из них могут выйти из резонанса с гипотетической планетой. Есть также вероятность, что орбитальные периоды этих объектов связаны; мы пока наблюдали не так много подобных объектов и располагаем ограниченными данными.

##### Второе исследование
23 декабря 2016 года астрономы из Йельского университета в США уточнили параметры Девятой планеты повторным исследованием резонансов обособленных ТНО на основе компьютерного моделирования методом Монте-Карло, позволившего отследить развитие Солнечной системы до её современного состояния. По полученным данным большую полуось орбиты составляют 654 астрономических единицы, эксцентриситет — 0,45, а наклонение орбиты — 30 градусов. Также из работы следует, что масса Девятой планеты оценивалась в 6—12 M🜨.

##### Результаты
| Объект              | Орбитальный период (в годах) | Большая полуось (В а. е.) | Резонанс | Резонанс      |
| ------------------- | ---------------------------- | ------------------------- | -------- | ------------- |
| 2013 GP136          | 1899                         | 153,3                     | 9:1      |               |
| 2000 CR105          | 3401                         | 226,1                     | 5:1      |               |
| 2010 GB174          | 7109                         | 369,7                     | 5:2      | 9:4, 7:3, 5:2 |
| 2012 VP113          | 4111                         | 256,6                     | 4:1      | 4:1           |
| (90377) Седна       | 11 161                       | 499,4                     | 3:2      | 3:2           |
| (474640) 2004 VN112 | 5661                         | 317,6                     | 3:1      | 3:1           |
| 2014 SR349          | 4913                         | 288,9                     |          | 7:2           |
| 2007 TG422          | 10 630                       | 483,5                     |          | 8:5           |
| Девятая планета     | 17 117 16 725                | 665 а. е. 654 а. е.       | 1:1      | 1:1           |

### Физические характеристики
| Земля | Девятая планета |
| ----- | --------------- |
| Земля | Девятая планета |

#### Расчёты Брауна и Батыгина
Планета предположительно имеет радиус в 2—4 R⊕ и массу, составляющую порядка 10 M🜨, что ставит её по этому показателю между планетами земной группы и планетами-гигантами.
Этой массы достаточно, чтобы планета смогла расчистить район своей орбиты от других объектов. Таким образом, это настоящая суперземля, в отличие от карликовых, после открытия которых Майклом Брауном Плутон был лишён статуса планеты. Более того, эта планета доминирует в регионе, который больше, чем у любой другой известной планеты Солнечной системы.
Высказываются предположения, что эта планета является газовым (плотным газово-ледяным) гигантом, выглядит как Нептун и имеет похожее альбедо.

#### Уточнение физиками из Бернского университета
Физики Кристоф Мордасини и его аспирант Эстер Линдер из Бернского университета в Швейцарии в журнале Astronomy & Astrophysics опубликовали статью, в которой предположили, как может выглядеть Девятая планета. Целью моделирования было выяснить приблизительную оценку радиуса, температуры, яркости и уровня термального излучения планеты. Последний параметр является наиважнейшим из перечисленных, так как Девятая планета может быть слишком тусклой для современных телескопов, но её тепловую сигнатуру можно вычислить другими средствами. Согласно моделированию, она составила всего 0,006 от собственной светимости Юпитера. Учёные смоделировали варианты охлаждения и сжатия планет с массами в 5, 10, 15 и 20 M🜨 на расстоянии 280, 700 и 1120 а. е. соответственно.
В статье учёные отказались от версии, что планета ранее была экзопланетой, которую Солнце захватило у соседней звезды, и смоделировали её строение в рамках эволюции в пределах Солнечной системы. По мнению исследователей, планета является существенно уменьшенной копией ледяных гигантов Урана и Нептуна и окружена атмосферой из водорода и гелия. Радиус Девятой планеты при десяти земных массах всего в 3,66 раза больше земного и составляет примерно 23 000 км, а её температура составляет 47 Кельвин, что примерно равно −226 градусам Цельсия.

#### Уточнение учёным из обсерватории Конкоя
Иштван Тот из Обсерватории Конкоя (Будапешт, Венгрия) в журнале Astronomy & Astrophysics опубликовал статью, в которой предположил свойства Девятой планеты. Согласно выводам статьи:
- Предполагая свойства Девятой планеты идентичные свойствам Нептуна, её радиус находится в пределах от 17866 до 26120 км, а видимая звёздная величина в противостоянии колеблется от ~17m до 25,5m.
- Был определён нижний предел периода вращения планеты при котором сохраняется её стабильность. Допустимый кратчайший период вращения составляет 6 ч, если предел прочности на растяжение составляет 100 ГПа, и ~13 ч для 1 ГПа (типичный предел прочности для планет, подобных Нептуну).
- Был определён радиус области стабильности для возможного спутника Девятой планеты и для конфигурации двойной планеты:
 ~1,7 а. е., максимально возможный период 396 лет для спутника,
 1,3 а. е., максимально возможный период 280 лет для двойной планеты.

#### Дальнейшие уточнения орбитальных и физических характеристик
Авторы научной работы, опубликованной в журнале «Physics Reports» в 2019 году, уточнили, что Девятая планета имеет массу равную пяти массам Земли, большая полуось её орбиты составляет 400—500 а. е. Она делает оборот вокруг Солнца примерно за 10 тыс. лет.
В августе 2021 года Батыгин и Браун повторно проанализировали данные наблюдений экстремальных транснептуновых объектов с учётом систематической ошибки их неравномерного поиска по направлениям. Утверждается, что наблюдаемая орбитальная кластеризация «остается значимой на уровне достоверности 99,6 %», а для обнаружения планеты понадобится телескоп с диаметром зеркала 10 метров или больше.
Также было проведено численное моделирование, предоставившее обновлённое распределение характеристик планеты. Наиболее вероятными значениями были названы:
- масса в 6,2+2,2
−1,3 земных;
- большая полуось в 380+140
−80 а. е.;
- перигелий на расстоянии 300+85
−60 а. е.;
- наклонение в 16 ± 5°[2].

В марте 2022 года Браун увеличил среднее значение перигелия с 300 до 340 а. е., также были смоделированы состав планеты и альбедо.
В январе 2023 астрофизик из Гонконга Мань Хо Чань (Man Ho Chan) предложил искать девятую планету через нагрев приливными силами её возможных спутников.

## Поиск доказательств

### Прямое наблюдение
В настоящее время существование планеты является лишь гипотезой. Подтвердить её может визуальное обнаружение.
В отличие от открытия Нептуна, которое сделали на основе отклонения Урана от движения по законам Кеплера, существование Девятой планеты проявляется в средних аномалиях орбит малых планет, сложившихся за миллиарды лет. Этот метод позволяет вычислить предположительные параметры орбиты планеты, но не позволяет определить даже приблизительно, в каком месте орбиты планета в данный момент находится. Наряду с тем фактом, что планета движется очень медленно (орбитальный период может быть от 10 до 20 тысяч лет) и находится далеко от Земли (видимая звёздная величина может быть больше 22), это приводит к тому, что её поиски могут быть сильно затруднены.
Для поиска планеты Браун и Батыгин зарезервировали время на японском телескопе Субару в обсерватории на Гавайях. К поискам присоединились Шеппард и Трухильо. По оценке Брауна, обследование большей части области неба, где может находиться планета, займёт около пяти лет.

#### Повторная проверка данных
Существует вероятность того, что Девятая планета уже была зафиксирована на снимках некоторых телескопов, и её фотографии лежат в архивах, но из-за своей тусклости и медленного передвижения на фоне удалённых неподвижных объектов не была замечена.
По этой причине в феврале 2017 года НАСА запустила проект «Backyard Worlds: Planet 9», где участникам предлагается искать движущиеся объекты среди анимаций снимков, сделанных телескопом WISE в 2010—2011 годах. Среди них может быть замечена Девятая планета, однако попутно возможно и обнаружение новых коричневых карликов.

### Доказательства на основе орбит обособленных ТНО
Модель предсказывает, что кроме рассмотренных объектов с большим эксцентриситетом (которые привели к гипотезе о существовании Девятой планеты), должна существовать популяция связанных объектов с малым эксцентриситетом, у которых перигелий сгруппирован в точке, противоположной перигелию рассмотренной группы. Поиск таких объектов является одним из основных способов, который может подтвердить или опровергнуть эту гипотезу. Позже, 30 августа 2016 года, было объявлено об открытии одного такого объекта (2013 FT28).
Так как теория Майкла Брауна и Константина Батыгина построена на обособленных ТНО, поиск таких объектов также увеличивает шансы на существование Девятой планеты. В исследовании, опубликованном в «The Astronomical Journal» Чедвик Трухильо и Скотт Шеппард говорят об открытии трёх новых экстремальных транснептуновых объектов в поясе Койпера (2013 FT28, 2014 FE72, 2014 SR349) с помощью инструмента Dark Energy Camera на 4-метровом телескопе Виктора Бланко в Чили и японского инструмента Hyper Suprime-Camera на 8-метровом телескопе Subaru в Гавайях. У объекта 2013 FT28 перигелий направлен в противоположную сторону от всех остальных экстремальных ТНО. 2014 FE72 и 2014 SR349 имеют схожую с другими обособленными транснептуновыми объектами ориентацию в перигелии.
Также в 2016 году стало известно о существовании обособленного транснептунового объекта uo3L91. Его долгота восходящего узла примерно соответствовала среднему значению всех остальных обособленных ТНО. Это транснептуновый объект с самым большим перигелием. Официально об открытии объявлено 6 апреля 2017 года, тогда же ему присвоили официальное название 2013 SY99
В октябре 2016 года Батыгином и Брауном было сделано ещё одно предсказание, которое выявилось при более подробном моделировании. Все обособленные ТНО должны иметь систематическое распределение в наклоне орбитальных плоскостей. Данная модель строилась, исходя из шести оригинальных объектов, и если у каждого следующего перпендикуляр плоскости (северный полюс) орбиты будет расположен в соответствии с предсказанием, то это значительно укрепит достоверность теории. Как выяснилось, все новые обособленные ТНО идеально вписываются в модель.
У объектов 2008 ST291, 2015 RR245, 2014 FE72 и 2014 UZ224 орбита пролегает полностью за орбитой Нептуна. Объект 2016 NM56 движется по ретроградной орбите, так как её наклон — 144,04789°.
В октябре 2018 года было сообщено об открытии ещё одной малой планеты (541132) Лелеакухонуа (Гоблин), которая также подтверждает гипотезу о существовании Девятой планеты.
В таблице ниже собраны характеристики всех известных обособленных транснептуновых объектов. В данном случае — только тех, которые подходят к Солнцу не ближе 30 а. е. и значение полуоси которых 250 а. е.. В 2015 году было известно о шести таких случаях, в 2016 году их было уже девять. В 2017 был открыт ещё один. Зелёным цветом отмечены обособленные ТНО, которые были известны на конец 2015 года и использовались в изначальной работе Майкла Брауна и Константина Батыгина. Синим цветом отмечены новые объекты, чьи открытия были опубликованы после написания этой работы.
| Объект                         | Орбита                       | Орбита    | Орбита              | Орбита         | Орбита                                   | Орбита    | Орбита | Орбита     | Элементы орбиты | Элементы орбиты | Элементы орбиты | Параметры объекта | Параметры объекта      | Параметры объекта |
| Объект                         | Орби- таль- ный период (год) | a (а. е.) | Пери- гелий (а. е.) | Афелий (а. е.) | Текущее рас- сто- яние до Солнца (а. е.) | e         | ω°     | Резо- нанс | i°              | Ω°              | ϖ°=ω+Ω          | H                 | Видимая зв. вели- чина | Диа- метр (км)    |
| ------------------------------ | ---------------------------- | --------- | ------------------- | -------------- | ---------------------------------------- | --------- | ------ | ---------- | --------------- | --------------- | --------------- | ----------------- | ---------------------- | ----------------- |
| Седна                          | 11 161                       | 499,43    | 76,04               | 922,82         | 85,5                                     | 0,85      | 311,5  | 3:2        | 11,9            | 144,5           | 96,0            | 1,5               | 20,9                   | 1000              |
| 2012 VP113                     | 4111                         | 256,64    | 80,49               | 432,78         | 83,5                                     | 0,69      | 293,8  | 4:1        | 24,1            | 90,8            | 23,6            | 4,0               | 23,3                   | 600               |
| 2010 GB174                     | 7109                         | 369,73    | 48,76               | 690,71         | 71,2                                     | 0,87      | 347,8  | 5:2        | 21,5            | 130,6           | 118,4           | 6,5               | 25,1                   | 200               |
| (474640) Аликанто              | 5661                         | 317,65    | 47,32               | 587,98         | 47,7                                     | 0,85      | 327,1  | 3:1        | 25,6            | 66,0            | 33,1            | 6,5               | 23,3                   | 200               |
| 2013 RF98                      | 6509                         | 348,62    | 36,09               | 661,15         | 36,8                                     | 0,90      | 311,8  |            | 29,6            | 67,6            | 19,4            | 8,7               | 24,4                   | 70                |
| 2007 TG422                     | 10 630                       | 483,47    | 35,57               | 931,36         | 37,3                                     | 0,93      | 285,7  |            | 18,6            | 112,9           | 38,6            | 6,2               | 22,0                   | 200               |
| 2013 FT28                      | 5460                         | 310,07    | 43,60               | 576,55         | 57,0                                     | 0,86      | 40,2   |            | 17,3            | 217,8           | 258,0           | 6,7               | 24,4                   | 200               |
| 2014 FE72                      | 100 051                      | 2155,17   | 36,31               | 4274,03        | 61,5                                     | 0,98      | 134,4  |            | 20,6            | 336,8           | 111,2           | 6,1               | 24,0                   | 200               |
| 2014 SR349                     | 4913                         | 289,00    | 47,57               | 530,42         | 56,3                                     | 0,84      | 341,4  |            | 18,0            | 34,8            | 16,2            | 6,6               | 24,2                   | 200               |
| 2013 SY99                      | 17 691                       | 678,96    | 49,91               | 1308,01        | 50                                       | 0,93      | 32,4   |            | 4,2             | 29,5            | 61,7            | 6,7               |                        | 250               |
| 2015 GT50                      | 5510                         | 310       | 38,45               | 580            | 41,7                                     | 0,89      | 129,2  |            | 8,8             | 46,1            | 175,3           | 8,5               | 24,9                   | 80                |
| 2015 KG163                     | 17 730                       | 680       | 40,51               | 1,320          | 40,8                                     | 0,95      | 32,0   |            | 14,0            | 219,1           | 251,1           | 8,1               | 24,3                   | 100               |
| 2015 RX245                     | 8920                         | 430       | 45,48               | 815            | 61,4                                     | 0,89      | 65,4   |            | 12,2            | 8,6             | 74,0            | 6,2               | 24,2                   | 250               |
| 2015 BP519 «Кешью»             | 9500                         | 449       | 35,25               | 863            | 52,7                                     | 0,92      | 348,1  |            | 54,1            | 135,2           | 123,3           | 4,3               | 21,5                   | 550               |
| pe82                           | 5600                         | 314       | >30                 | ?              | ?                                        | ?         | 266    |            | ?               | 94              | 0               | ?                 | ?                      | ?                 |
| (541132) Лелеакухонуа «Гоблин» | 40 000                       | 1100      | 65                  | 2100           | 80                                       | 0.94      | 118    |            | 11,7            | 301             | 59              | 5.3               |                        | 110               |
| Девятая планета                | 15 000 ± 5000                | ~700      | ~200                | ~1200          | ~1000?                                   | 0,6 ± 0,1 | ~150   | 1:1        | ~30             | 91 ± 15         | 241 ± 15        |                   | >22                    | ~40 000           |

#### Критика
- Антраник Сефилян (Antranik Sefilian) из Кембриджского университета и Джихад Тоума (Jihad Touma) из Американского университета в Бейруте рассчитали, что необычные орбиты некоторых транснептуновых объектов объясняются влиянием гравитации не девятой планеты, а небольших объектов, составляющих диск за пределами орбиты Нептуна[77][78].
- В 2017 году канадские учёные из Университета Виктории показали, что предположение о существовании гигантской планеты на окраинах Солнечной системы было преждевременным. Факты, доказывавшие её существование, были основаны исключительно на статистических перекосах в астрономической базе данных[79].
- Исследование 2021 года, проведённое международной группой астрономов, используя данные трёх разных астрономических обзоров, в том числе Outer Solar System Origins Survey и Dark Energy Survey, показало, что статистически значимых аномалий в угловых параметрах транснептуновых объектов не обнаружено[80][81]. Таким образом, согласно выводу авторов исследований, научных фактов, указывавших на необходимость существования гипотетической девятой планеты, в настоящий момент нет. В ответ на указанную критику Константин Батыгин заявил, что данных, указанных в исследовании, недостаточно, чтобы с точностью заявлять о распространённости аномалий орбит[82]. Полностью исключать наличие планет среди транснептуновых объектов пока нельзя, окончательную точку в этом вопросе должны будут поставить более точные данные от обсерватории имени Веры Рубин, которая заработает в 2025 году. Позже, 16 марта 2022 года Браун выпустил исследование о лимитах обнаружения девятой планеты проектом Dark Energy Survey[57] В феврале 2022 появилось исследование испанских ученых, наоборот, доказывающее существование статистически значимых аномалий в орбитальных параметрах экстремальных транснептуновых объектов[83].

### Другие доказательства

#### По влиянию на Солнечную систему
В конце февраля 2016 года французские астрономы написали изданию The Guardian, что, проанализировав данные с космического аппарата «Кассини», они смогли исключить две крупные зоны, уменьшив область поиска Девятой планеты в общей сложности на 50 %. Используя компьютерное моделирование, группа учёных рассчитала, какое влияние должна оказывать на газовые гиганты Девятая планета, а затем изучили их траекторию в Солнечной системе. Согласно результатам исследования, исключена возможность нахождения Девятой планеты в перигелии (так как она повлияла бы на другие планеты) и примерно на полпути от него. Самой вероятной областью её нахождения оказалась область орбиты на полпути к афелию.

#### По смещению оси вращения Солнца
Все планеты Солнечной системы имеют небольшой разброс (в несколько градусов) относительно эклиптики, однако ось вращения Солнца наклонена на 6°. Если учитывать общепринятую теорию формирования планет, то получается, что неправильно вращение звезды, а не остального диска.

Майкл Браун:

Это настолько глубоко укоренившаяся загадка, и её так трудно объяснить, что люди просто не говорят о ней.
В октябре 2016 года в одной из публикаций Astrophysical Journal Майкл Браун и Константин Батыгин предположили, что угловой момент Девятой планеты раскачивает Солнечную систему за счёт большого наклона относительно эклиптики. По их расчётам, шестиградусный наклон Солнца идеально согласуется с теорией существования Девятой планеты.

#### По влиянию на циклы солнечной активности.
В 2022 году Ян Эдмондс (Ian R. Edmonds) провел исследование и пришёл в выводу, что добавление девятой планеты в расчет циклов солнечной активности 2400 летнего «цикла Холлстатта» , 88-летнего цикла Гляйсберга, 60 летний и 30-летний циклы, дают большую согласованность в солнечной цикличности.

## Принятие гипотезы

### Название
У Девятой планеты нет официального названия, и его не будет до подтверждения её существования, крайне желательно — визуальным обнаружением. После подтверждения Международный астрономический союз должен будет присвоить Девятой планете официальное имя. Приоритет обычно отдаётся варианту, предложенному первооткрывателями. Вероятнее всего, название будет выбрано из имён римской или греческой мифологии.
В своей первой работе Батыгин и Браун называли Девятую планету просто «нарушающий порядок» (фр. perturber), а название «Девятая планета» впервые появилось только в следующих статьях. Они отказались давать название предполагаемой планете, считая, что это лучше доверить «мировой общественности». Несмотря на это, они между собой называют Девятую планету Толстушка (англ. Fatty), а также Иосафатом (англ. Jehoshaphat) или Джорджем (англ. George).

### Комментирование
Батыгин проявляет определённую осторожность в интерпретации результатов моделирования, осуществлённого в их совместной с Майклом Брауном научной работе: «До тех пор пока Девятая планета не будет зафиксирована на камеру, она не считается реальной. Всё, что мы сейчас знаем, — это эхо». Браун оценил шансы на существование Девятой планеты в 90 %. Грегори Лафлин, один из немногих исследователей, который заранее знал об этой статье, даёт оценку вероятности её существования 68,3 %. Другие скептически настроенные учёные требуют больше данных в значении обнаружения новых ТНО, подлежащих анализу, или окончательного фотографического подтверждения. Старший научный сотрудник Государственного астрономического института имени Штернберга МГУ Владимир Сурдин, ссылаясь на данные орбитального телескопа WISE, исследовавшего периферию Солнечной системы в инфракрасном диапазоне и потенциально способного обнаружить данную планету, но до сих пор не обнаружившего её, предполагает, что, скорее всего, этой планеты-гиганта не существует. Так же считает астроном Этан Зигель из колледжа Льюиса и Кларка в Портленде (США). Сходного мнения придерживается Дэвид Джуитт, американский астроном, внёсший большой вклад в открытие пояса Койпера. Он утверждает, что величина статистической значимости 3,8 сигма, полученная в работе Батыгина и Брауна, заслуживает дальнейшего рассмотрения, но ему известно немало случаев, когда результаты с подобной значимостью не подтвердились. Также из дюжины объектов, открытых Трухильо и Шеппардом, было отобрано только шесть, что, по мнению Джуитта, указывает на некоторую предвзятость анализа. Браун, признавая обоснованность скептической точки зрения, считает, что имеющихся данных достаточно для поисков новой планеты.
Джим Грин, директор Отдела планетарных наук НАСА, поддерживает Брауна, говоря, что «доказательства сейчас сильнее, чем когда-либо раньше». Но Грин также предупредил о возможности других объяснений наблюдаемого движения отдалённых ТНО, и, цитируя Карла Сагана, он сказал, что «экстраординарные заявления требуют экстраординарных доказательств».
После компьютерного моделирования Энн-Мари Мэдиган из Департамента астрофизических и планетарных наук пришла вместе с коллегами к выводу, что странные орбиты обособленных транснептуновых объектов могут объясняться не Девятой планетой, а коллективной гравитацией, так как более мелкие объекты, движущиеся со стороны Солнца, врезаются в более крупные объекты типа Седны, в результате чего более крупные объекты отталкиваются к окраинам Солнечной системы и изменяются параметры их орбит.